# Нофельден
Нофельден (нім. Nohfelden) — громада в Німеччині, знаходиться в землі Саар. Входить до складу району Занкт-Вендель.
Площа — 100,71 км2. Населення становить 9826 ос. (станом на 31 грудня 2021).